# Mitologia lunar

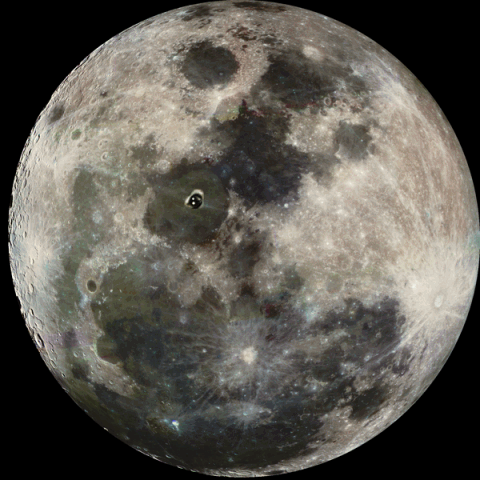
Muitas mitologias relacionam o coelho com a lua, por uma ilusão óptica de sua cara visível. Aqui a imagem da lua unicamente tem sido girada e tem-se-lhe acrescentado um olho.

A Lua tem um importante lugar em numerosas mitologias e lendas populares.

## Simbologia
- A Lua representa o poder feminino, é a Deusa Mãe, Rainha do Céu em algumas mitologias. Em outras palavras é uma deidade feminina.
- A rana, o sapo,o lobo, a lebre e o coelho são animais relacionados com a Lua, e muitas vezes representa-se-lhes como símbolo da mesma.

1. Muitas lendas antigas contam que olhando à Lua pode facilmente se ver uma rana. A rana é animal lunar, portadora de água, o mesmo que o sapo, que também é animal lunar que pertence ao elemento húmido que são as águas da Lua. Diz-se que o sapo de três patas habita na Lua e que suas três patas simbolizam as três fases lunares.
2. Por sua vez, a lebre é também animal lunar e atributo de todas as deidades lunares em muitas das antigas mitologias. Por sua vinculação com a Lua representa a ressurreição e o renascimento, bem como a intuição e a luz na escuridão. Esta representação da lebre na lua é quase universal; é o animal intermediário entre as deidades lunares e o homem. Na cultura Chinesa têm à lebre como animal de presságios e se supõe que habita na Lua. A lebre é o princípio do yin lunar.

- A média lua foi um atributo tardio de Isis como Rainha do Céu.
- A Lua representa-se geralmente com a média lua ou os cornos de uma vaca.
- Em antigas lendas orientais, diz-se que os lobos estão uivando à lua consolando em sua tristeza e felicitando em sua felicidade, ademas de um poema conhecido por poucos, num dos fragmentos dizia : ...és igual a meu, és triste e feliz, cálida e fria, quando eu não possa te falar, os lobos cantassem para ti aquela canção que O canto...

## São Jorge
No Brasil, diz a tradição popular que as manchas apresentadas pela Lua representam São Jorge montado em seu cavalo branco,  enfrentando o Dragão, com  sua lança, pronto para defender aqueles que procuram sua ajuda.

## Mitos
Desde as origens da humanidade têm existido inquietudes pelo culto e o estudo da Lua. Existem indícios que confirmam a existência de povos de Polinésia, Melanésia, tribos do Amazonas ou africanas que têm tido a nosso satélite por um ser vivo que compartilhava com eles suas alegrias e tristezas.
Os papúes chamavam-na Bimbaio, no próximo Oriente cobrou grande importância o culto à Lua: assim sabemos que na cidade de Uruk adoravam a Nik e em alguns templos se rendia culto a Bilquis-Ilumquh, o Deus lunar.
Escritos antigos relatam-nos como na cidade de Ur, pátria de Abraham, existia um ser chamado Nannar ao que se lhe rendia culto e respeito, em Ereque adoravam a Nana.
Em Egito existiram vários deuses lunares: Quespisiquis, Tote e Ia. Tot foi considerado o "pai" das matemáticas e outras ciências.Ié era o deus boi, pois adorava bois
Em Fenícia a deusa Astarté de clara origem sumero-acádio, denominada Ninnin em sumério e Istar em acádio era a homónima de Isis.
A mitologia greco-latina contava entre suas deusas com Selene, a qual com o tempo passou de moda e deixou seu posto a outra deusa de similares poderes chamada Artemis em Grécia e Diana, em Roma.
Os muíscas adoravam à lua, chamavam-na Chia hoje este nome leva-o uma cidade próxima a Bogotá.
Os incas em América do Sul, também adoravam à lua, aparte do sol (conhecido como o deus Inti, ao mesmo tempo o pai sol). Os incas em quechua, significa "Coya Raymi" ou "Quilla", como uma principal divindade feminina e ademais como a mãe lua. Em Tiwanaku, há um monumento que faz parte do Complexo Arqueológico Monumental chamado Porta da Lua, simultaneamente da Porta do Sol.

## Em música
Ademais há uma canção baseado nos mitos e lendas dedicadas à lua, um deles é Filho da lua, pertencente ao grupo espanhol Mecano. Baseado nas superstições e cosmovisiones das crenças do povo gitano.